# بيتر كوك
بيتر إدوارد كوك (بالإنجليزية: Peter Edward Cook)‏ (17 نوفمبر 1937 – 9 يناير 1995)، ممثل وكاتب هجاء وكاتب وفنان كوميدي إنجليزي.
شخصية مؤثرة في الكوميديا البريطانية المعاصرة، حيث يعد النجم المتسبب في ازدهار مذهب الهجاء البريطاني في الستينات. وقد وصفه ستيفين فراي (Stephen Fry) "بالمزّاح الذي يرسم البسمة على الشفاة"، على الرغم من أن أعماله أيضًا كانت مثيرة للجدل. وكان كوك مهتمًا بدرجة كبيرة بالكوميديا الساخرة من النظام والتي ظهرت في بريطانيا والولايات المتحدة في أواخر الخمسينيات.

## وصلات خارجية
- بيتر كوك على موقع IMDb (الإنجليزية)
- بيتر كوك على موقع الموسوعة البريطانية (الإنجليزية)
- بيتر كوك على موقع روتن توميتوز (الإنجليزية)
- بيتر كوك على موقع ألو سيني (الفرنسية)
- بيتر كوك على موقع ميوزك برينز (الإنجليزية)
- بيتر كوك على موقع أول موفي (الإنجليزية)
- بيتر كوك على موقع قاعدة بيانات برودواي على الإنترنت (الإنجليزية)
- بيتر كوك على موقع قاعدة بيانات الأفلام السويدية (السويدية)
- بيتر كوك على موقع إن إن دي بي (الإنجليزية)
- بيتر كوك على موقع ديسكوغز (الإنجليزية)
- The Establishment
- Mr Blint's Attic
- Tribute to Peter Cook, with texts and commentary
- Good Evening, a Peter Cook Fansite incl. Gallery
- The BBC Guide to Comedy: Not Only...But Also
- Missing-Episodes.com
- One Leg Too Few, script for one of Cook and Moore's most famous and oft-performed sketches.